# 春江町 (江戸川区)
春江町（はるえちょう）は、東京都江戸川区の地名・町名。現行行政地名は春江町一丁目から春江町五丁目。
一・二・三丁目は住居表示実施済み、四・五丁目は住居表示未実施で、地番を使用している。四・五丁目は、1998年（平成10年）の江戸川区の住居表示実施案では町丁名を「二之江一〜五丁目」に変更する予定であったが、住民の強い反対によって実施は見送られた。
新中川を挟んで東岸に春江町一・二・三丁目、西岸に春江町四・五丁目が位置し、三丁目と四丁目の間が分断された飛び地型の町域を形成している。ここでは便宜的に春江町一・二・三丁目を「東岸側」、同四・五丁目を「西岸側」として記述する。

## 地域
東岸側の春江町に隣接する地域は、北は新堀一・二丁目、東は瑞江一・三丁目、南は西瑞江三丁目、西は新中川を挟んで対岸に一之江一・二・三丁目。
西岸側の春江町に隣接する地域は、北は一之江七丁目、東は西瑞江五丁目、南は江戸川六丁目、西は一之江町・二之江町および船堀七丁目。
江戸川区南東・中部に位置する町。北東から南西に伸びる細長い町域をもつが、三丁目と四丁目の間に新中川が流れ、さらに一之江三・七・八丁目が春江町地区を分断するように介在する。春江町は、南隣の西瑞江と同様に、新中川開通によって町域が東西に分断されてしまい、また、道路整備に伴う土地区画整理事業の中で春江町の一部区域を一之江に編入したため（現一之江三・七・八丁目）このような町域になったものである。

### 地価
住宅地の地価は、2025年（令和7年）1月1日の公示地価によれば、春江町2-24-14の地点で37万円/m2、春江町3-15-8の地点で36万7000円/m2となっている。

## 地名の由来
旧町名の「椿」の旁と、一之江の「江」をとって1938年（昭和13年）に「春江町」と命名された。

## 成立
1938年（昭和13年）、江戸川区の町名地番整理に伴い、春江町一〜五丁目として新たに成立した。1979年（昭和54年）、一丁目の大部分が新堀一・二丁目となった。1983年（昭和58年）には西隣の一之江地区の住居表示実施に伴い、春江町三丁目の一部（新中川以西）と同四丁目の一部が一之江三丁目のうちとなった。
1988年（昭和63年）、春江町二・三丁目に住居表示実施。実施後の春江町二丁目には、旧春江町一丁目の一部（京葉道路以南）と、一之江一・二丁目の一部（新中川以東の住居表示未実施部分）が編入されている。
1991年（平成3年）には春江町一丁目に住居表示が実施された。かつての春江町一丁目の町域は京葉道路（国道14号）の南北にわたっていたが、前述のように京葉道路以南は春江町二丁目に編入、以北の大部分は新堀一・二丁目のうちとなっている。
2006年（平成18年）の住居表示実施により、春江町四丁目の大部分が一之江七・八丁目に編入され、春江町四丁目は新大橋通り以南の狭小な地区を残すのみとなった。
新大橋通り以南、環七通り以西の地区、町名でいえば春江町四・五丁目、西瑞江五丁目（一部）、江戸川六丁目（一部）、一之江町、二之江町について、江戸川区は「二之江一〜五丁目」という新町名への変更を予定し、1998年（平成10年）5月1日付の『広報えどがわ』に新町域図が掲載された。しかし、住民の強い反対により、当該地区の町名変更は見送られている。

## 世帯数と人口
2025年（令和7年）1月1日現在（江戸川区発表）の世帯数と人口は以下の通りである。
| 丁目         | 世帯数    | 人口     |
| ------------ | --------- | -------- |
| 春江町一丁目 | 464世帯   | 732人    |
| 春江町二丁目 | 2,092世帯 | 4,500人  |
| 春江町三丁目 | 2,431世帯 | 4,727人  |
| 春江町四丁目 | 704世帯   | 1,521人  |
| 春江町五丁目 | 2,160世帯 | 4,603人  |
| 計           | 7,851世帯 | 16,083人 |

### 人口の変遷
国勢調査による人口の推移。
| 年                 | 人口   |
| ------------------ | ------ |
| 1995年（平成7年）  | 16,078 |
| 2000年（平成12年） | 17,520 |
| 2005年（平成17年） | 18,218 |
| 2010年（平成22年） | 16,541 |
| 2015年（平成27年） | 16,583 |
| 2020年（令和2年）  | 16,429 |

### 世帯数の変遷
国勢調査による世帯数の推移。
| 年                 | 世帯数 |
| ------------------ | ------ |
| 1995年（平成7年）  | 5,676  |
| 2000年（平成12年） | 6,654  |
| 2005年（平成17年） | 7,169  |
| 2010年（平成22年） | 6,610  |
| 2015年（平成27年） | 6,810  |
| 2020年（令和2年）  | 7,103  |

## 学区
区立小・中学校に通う場合、学区は以下の通りとなる（令和5年度より）。
なお、江戸川区では学校選択制度を導入しており、区内全域から選択することが可能。。
| 丁目         | 番地     | 小学校                     | 中学校                   |
| ------------ | -------- | -------------------------- | ------------------------ |
| 春江町一丁目 | 全域     | 江戸川区立新堀小学校       | 江戸川区立春江中学校     |
| 春江町二丁目 | 全域     | 江戸川区立春江小学校       | 江戸川区立春江中学校     |
| 春江町三丁目 | 26〜52番 | 江戸川区立春江小学校       | 江戸川区立春江中学校     |
| 春江町三丁目 | 1〜13番  | 江戸川区立瑞江小学校       | 江戸川区立瑞江中学校     |
| 春江町三丁目 | 14〜25番 | 江戸川区立下鎌田小学校     | 江戸川区立瑞江第二中学校 |
| 春江町四丁目 | 全域     | 江戸川区立一之江第二小学校 | 江戸川区立二之江中学校   |
| 春江町五丁目 | 全域     | 江戸川区立一之江第二小学校 | 江戸川区立二之江中学校   |

## 事業所
2021年（令和3年）現在の経済センサス調査による事業所数と従業員数は以下の通りである。
| 丁目         | 事業所数  | 従業員数 |
| ------------ | --------- | -------- |
| 春江町一丁目 | 9事業所   | 78人     |
| 春江町二丁目 | 130事業所 | 1,514人  |
| 春江町三丁目 | 133事業所 | 689人    |
| 春江町四丁目 | 15事業所  | 231人    |
| 春江町五丁目 | 72事業所  | 553人    |
| 計           | 359事業所 | 3,065人  |

### 事業者数の変遷
経済センサスによる事業所数の推移。
| 年                 | 事業者数 |
| ------------------ | -------- |
| 2016年（平成28年） | 371      |
| 2021年（令和3年）  | 359      |

### 従業員数の変遷
経済センサスによる従業員数の推移。
| 年                 | 従業員数 |
| ------------------ | -------- |
| 2016年（平成28年） | 2,690    |
| 2021年（令和3年）  | 3,065    |

## 交通

### 公共交通
鉄道
町域内に鉄道駅はない。しかし東岸側は隣接する瑞江に、西岸側は一之江にそれぞれ1路線1駅があるため、地域住民の鉄道交通機関の利用に困難は少ない。以下に最寄り駅を紹介する。
- 東京都交通局
  - 都営地下鉄新宿線：一之江駅（一之江）/瑞江駅（瑞江）

路線バス
東岸側は南北に京成バスが小76系統を運行。小岩駅を起点に域内の名主屋敷から、瑞江駅方向（江戸川清掃工場および江戸川スポーツランド行）と一之江駅方向（葛西駅行）に枝分かれする。過去には都営バス・新小29乙系統が東新小岩四丁目から新小岩駅・一之江駅を通り瑞江公園の前にある「春江町終点」まで運行していた。東西方向には、国道14号（京葉道路）上を都営バス船28系統が船堀駅と篠崎駅を結んでおり、域内では春江団地停留所と新堀一丁目停留所が利用できる。
西岸側は葛西工科高校前停留所が四丁目の環七上にあり、一之江駅や葛西駅方面へ多数運行している。また、域内を南北に平23系統が平井駅と葛西駅を結ぶ。

### 道路・橋梁
道路
- 首都高速7号小松川線
- 国道14号（京葉道路）
- 東京都道50号東京市川線（新大橋通り）
- 東京都道318号環状七号線（環七通り）
- 椿通り
- 明和橋通り
- 一之江通り

橋梁
- 一之江橋
- 新椿橋
- 南椿橋
- 春江橋
- 涼風橋
- 明和橋

## 施設
学校
- 江戸川区立一之江第二小学校
- 江戸川区立二之江第二小学校
- 江戸川区立二之江中学校
- 江戸川区立春江中学校

公園
火葬場
- 東京都瑞江葬儀所

## 史跡
- 天祖神社
- 一之江名主屋敷
- 證大寺 (江戸川区)（wikidata）
- 広済寺 (江戸川区)（wikidata）

## その他

### 日本郵便
- 集配担当する郵便局と郵便番号は以下の通りである[18]。

| 町丁     | 郵便番号 | 郵便局       |
| -------- | -------- | ------------ |
| 1〜3丁目 | 132-0003 | 江戸川郵便局 |
| 4〜5丁目 | 134-0003 | 葛西郵便局   |